# Geografie mentală
Geografia mentală este ramura geografiei umane aflată în zona de interacțiune între geografie și psihologie, care studiază percepția asupra spațiului ca mod de formare, niveluri de acțiune și produse cognitive rezultate, precum și spațiile mentale imaginate sau virtuale.

## Istoricul cercetărilor
Immanuel Kant prefigurează geografia mentală arătând că este imposibil ca informațiile despre lume să fie folosite fără a avea o anumită idee despre suprafața terestră, dincolo de vecinătatea imediată.
Mai târziu, ideile care stau la baza geografiei mentale au apărut în cadrul geografiei anglo-americane la începutul secolului XX. Kevin Lynch în lucrarea sa de referință  „The Image of the City”, a explorat calitățile vizuale ale orașelor americane insistând asupra modului în care trăsăturile fizice ale orașului sunt percepute de către locuitori. Deși teoria lui Lynch are și puncte slabe și de cele mai multe ori trebuie adaptată pentru a corespunde nevoilor de cercetare actuale, ea constituie fundamentul pe care s-a ridicat întreaga cercetare despre hărți mentale. Astăzi, la mai bine de jumătate de secol de la publicarea ideilor sale, Lynch este citat în mod obligatoriu în toate studiile de geografie mentală din întreaga lume.
Cercetările în domeniul hărților mentale au dominat cea de-a doua jumătate a secolului XX, devenind subiectul central în geografia mentală și destabilizând oarecum echilibrul obiectului de studiu. Prin hărți mentale însă, progresul științific a continuat, iar ideile generale ale geografiei mentale și-au continuat evoluția. Două dintre cele mai importante lucrări din acest domeniu sunt cele ale lui Gould și White, „Mental Maps” și Downs și Stea, „Maps in Minds. Reflections on Cognitive mapping”. Peter Gould, în special, este un reper în geografia mentală preocupându-se încă de la începutul anilor ‘60 în special cu laturile practice ale domeniului, cum ar fi cunoștințele pe care le au cei care iau deciziile legate de planificarea teritoriului precum și metodologii de întocmire a hărților mentale.
Dificultățile pe care le întâmpinau cercetătorii în realizarea hărților mentale și care au dus la formularea unor metodologii complicate, au fost oarecum diminuate de Sistemele Informaționale Geografice (GIS) . Cu ajutorul tehnologiilor informatice moderne caracteristicile de mobilitate și fluiditate ale hărților mentale pot fi reprezentate pe un suport electronic. În acest domeniu semnalăm activitatea profesorului Sorin Matei de la University of Southern California. Preocuparea sa pentru hărțile mentale realizate prin GIS s-a concretizat prin numeroase articole precum și printr-un site de internet  care oferă o privire de ansamblu asupra domeniului. Ca un exemplu concret lucrarea  „Fear and Misperception of Los Angeles Urban Space”, Matei, Ball-Rokeach și Qiu, 2001) modelează spațiul mental al orașului în funcție de gradul de siguranță perceput de locuitori.
În cazul celui de-al treilea palier de percepție, cel afectiv, reflectarea în literatura de specialitate a căpătat o amploare și o notorietate deosebită prin opera lui Yi Fu Tuan (1974, 1977, 2009). Acesta scoate în evidență relațiile afective între ființele umane și mediul fizic pe care îl percep, precum și conexiunile dintre cosmologie și sentimentele oamenilor pentru peisaj. Lucrarea principală a acestui autor este „Topophilia” (1974).

## Geografia mentală în România
Geografia comportamentală nu și-a găsit ecoul în geografia românească nici ca expresie a behaviorismului, nici ca investigare a percepției asupra spațiului. Una dintre cauzele acestei situații ar putea fi apartenența geografiei comportamentale la tradiția geografică anglo-americană, iar geografia românească a fost întotdeauna mai apropiată de geografia franceză, unde behaviorismul nu a avut un prea mare succes. O altă cauză ar putea fi perioada de apogeu a geografiei comportamentale, în anii ’70 și ’80, perioadă care a coincis cu izolarea României în timpul regimului totalitar comunist, când ideile din Occident pătrundeau foarte greu până în mediul academic românesc. Până în 1989, când România s-a deschis spre Vest, geografia comportamentală era deja considerată perimată în geografia anglo-americană, sub asaltul ideilor noi, postmoderniste. Prin urmare ideile geografice care au pătruns în România după Revoluție au fost cele post-behavioriste.
Din aceste cauze geografia românească are încă puternice valențe descriptive, iar geografia regională primează în detrimentul geografiilor dezvoltate în Vest timp de 50 de ani. Singura ramură modernă care a cunoscut o dezvoltare accelerată în geografia românească este geografia turismului, sub impactul dezvoltării serviciilor în România postcomunistă. Totuși, până și geografia turismului are un caracter descriptiv foarte accentuat, insistându-se pe noțiuni ca potențial turistic și minimalizându-se rolul percepției umane.
George Vâlsan insistă asupra complexității obiectului de studiu al geografiei, afirmând că acesta nu reprezintă simpla descriere a pământului ci, înțelegerea și lămurirea întregii „ambianțe” în care trăiește o comunitate, inclusiv „ambianța omenească” .
După 1990 interesul pentru percepția asupra spațiului apare la geografii urbaniști datorită importanței pe care o are percepția asupra spațiului urban. Ioan Ianoș (2004) definește imaginea urbană în timp ce M. C. Neacșu (2010) oferă un amplu studiu asupra imaginii văzută ca element esențial în organizarea spațiului. Deși aceste lucrări reprezintă practic primele abordări directe românești ale percepției asupra spațiului, ideile percepției și imaginii nu sunt încadrate teoretic decât la nivelul general al literaturii geografice internaționale.
Începând cu 2008 Cristian Ciobanu publică o serie de articole culminând cu susținerea tezei de doctorat cu titlul ”Studiu de Geografie mentală în municipiul București”. Această lucrare este prima abordare in extenso a geografiei mentale în România. Lucrarea a fost publicată sub numele de „București - O geografie mentală” la editura Paideia.